# キルケニー県
キルケニー県（愛: Contae Chill Chainnigh、英: County Kilkenny）は、アイルランド南東部、レンスター地方の県。2016年の人口は97,916人。

## 主な都市
- キルケニー